# Michael von Knorring
Johan Michael von Knorring, född 20 november 1959 i Göteborg, är en svensk musiker. 

## Biografi
Michael von Knorring är son till musikern och dirigenten Georg von Knorring samt sångerskan och skådespelerskan Berit Hallén. Han fick tidigt intresse för musik och genomgick formell musikalisk utbildning från 1974 med lektioner för Björn Bang och Öjvind Eigard, båda vid Göteborgsoperan. Trummor blev hans huvudinstrument, och inom rockmusiken fann han sin musikaliska hemvist.
von Knorring har spelat med ett flertal internationellt kända rockgrupper såsom Public och Norden Light, samt gjort inspelningar och turnéer med artister som Anne-Lie Rydé och Yngwie Malmsteen . Några av de inspelningar han medverkat i är Eclipse (1990), Fire and Ice (1992), The Jason Becker tribute album och Mistheria – messenger of the gods. 